# سیارک ۱۷۸۸۹
سیارک ۱۷۸۸۹ (به انگلیسی: 17889 Liechty، نامگذاری:1999DH3) هفده هزار و هشتصد و هشتاد و نهمین سیارک کشف شده‌است که در ۲۰ فوریه ۱۹۹۹ کشف شد.
قدر مطلق سیارک برابر ۱۹.۵ است.